# Voulez vous coucher avec moi?
Voulez vous coucher avec moi? è il primo singolo della pornostar Ilona Staller, pubblicato nel gennaio 1978.

## Descrizione
Voulez vous coucher avec moi? è il primo singolo e la prima uscita discografica in assoluto di Ilona Staller, che viene pubblicata nel gennaio del 1978 in allegato al primo numero della rivista erotica Nuovo Playore, nuova incarnazione della precedente Playore. La rivista aveva già pubblicato due 7" di carattere erotico, una sorta di radioromanzi, negli ultimi mesi del 1977 con la sua precedente testata, Playore 1° e Playore 2°. Questo è perciò il terzo disco pubblicato dall'etichetta, con la nuova dicitura Nuovo Playore, allegato a un numero dedicato alla figura di Ilona Staller, divenuta popolare in quel periodo grazie alla sua trasmissione Voulez vous coucher avec moi? (in francese Vuoi venire a letto con me?, titolo che cita il ritornello del brano discomusic Lady Marmalade delle Labelle), che teneva la sera, a partire dalla mezzanotte e per la durata di una mezz'ora, sull'emittente radiofonica romana Radio Luna.
Il disco riporta una testimonianza proprio di quella trasmissione, presentando, suddivisa in due parti, la registrazione di una puntata di quella trasmissione, in cui Ilona Staller racconta storielle a sfondo erotico agli ascoltatori, con in sottofondo brani disco e colonne sonore di film erotici, particolarmente celebri all'epoca della messa in onda.

## Tracce
1. Voulez Vous Coucher Avec Moi? (Parte 1ª)
2. Voulez Vous Coucher Avec Moi? (Parte 2ª)

## Crediti
- Ilona Staller - voce

## Edizioni
- 1978 - Voulez Vous Coucher Avec Moi? (Parte 1ª)/Voulez Vous Coucher Avec Moi? (Parte 2ª) (Nuovo Playore, 3°, 7")